# Seznam představitelů Litvy

Znak Litevského království

Seznam představitelů Litvy zahrnuje vládce a hlavy historického Litevského území, tzn. velkoknížata, krále a prezidenty. Seznam zahrnuje Litvu jako suverénní entitu či jako legitimní součást větších celků, stejně jako Litvu pod nadvládou či okupací vnější mocnosti (tzn., Litevská sovětská socialistická republika).

## Historický vývoj
Litevci byli ve 30. letech 13. století ohrožováni ze severu livonským řádem a teutonskými rytíři na západě, proto se baltské kmeny se spojily pod vedením Mindaugase. Ten se stal jediným korunovaným králem litevským. Jeho země vešla do povědomí jako Velkoknížectví litevské. Poté, co se velkokníže Jogaila (Vladislav II.) stal také králem polským roku 1386, oba státy se sblížily a od roku 1440 byly spojeny panovníkem v personální unii. Roku 1569 byla uzavřena Lublinská unie, čímž vznikl nový stát Polsko-litevská unie.
Roku 1795 došlo k rozdělení unie a Litva se stala součástí Ruského impéria až do 16. února 1918. Litevská rada (Lietuvos Taryba) nastolila nezávislost teprve roku 1919, poté, co bylo Německo poraženo v první světové válce. První litevská republika existovala do roku 1940, než byla anektována Sovětským svazem. Během sovětsko-německé války byla Litva okupována nacistickým Německem. Roku 1944, kdy Německo začínalo prohrávat válku, SSSR znovu okupoval Litvu a zřídil Litevskou sovětskou socialistickou republiku.
11. března 1990, Litva jako první Sovětská republika vyhlásila nezávislost na SSSR. Obnovená Litevská republika je demokratický stát, člen Evropské unie a NATO.

## Vznik Litevského státu
| Litevská a žemaitská knížata v 1. polovině 13. století | Litevská a žemaitská knížata v 1. polovině 13. století                                                                |
| ------------------------------------------------------ | --- |
| Deltuva                                                | Juodkys (1219) • Pukeikis (1219) • Bikšys (1219) • Ligeikis (1219)                                                    |
| Litva                                                  | Daugirutis • Stekšys • Živinbudas (1219) • Dausprungas (1219) • Mindaugas (1219, 1248)                                |
| Nalšia                                                 | Daujotas (1219) • Viligaila (1219) • Gerdenis (1248) • Lengvenis (1248) • Daumantas • Gotartas • Liumbis • Milgerinas |
| Neris                                                  | Parbus |
| Upytė                                                  | Ruškaičiai (1219) |
| Alšėnai                                                | Alšis • Bunis |
| Žemaitija                                              | Gerdvilas (1219) • Vykintas (1219, 1248) • Treniota                                                                   |
| Šiauliai                                               | Bulaičiai (1219) |

## Velkoknížectví litevské ((1219?)/1236–1569)
Titul: velkokníže (litevsky: didysis kunigaikštis; bělorusky: vialiki kniaź; polsky: wielki książę) s výjimkou Mindaugase, jenž se stal králem litevským (litevsky: Lietuvos karalius).

### Mendogovci(1219/36–1285)
Data jsou přibližná z důvodu nedostatku písemných pramenů.
| Vláda                   | Velkokníže          | Portrét | Poznámky |
| ----------------------- | ------------------- | ------- | --- |
| asi před 1219– asi 1236 | Dausprungas         |         | velkokníže, zmiňován 1219. Mindaugasův bratr                                                                                              |
| asi 1236–1263           | Mindaugas           |         | Zpočátku velkokníže, od roku 1253 král litevský. Po zavraždění jeho synovcem Treniotou vypukla mezi šlechtickými rody válka o moc v zemi. |
| 1263–1264               | Treniota            |         | Mindaugasův synovec |
| 1264–1267               | Vaišvilkas/Vaišelga |         | Syn Mindaugase, dobrovolně se vzdal trůnu ve prospěch svého švagra Švarna                                                                 |

### Rurikovec
| Vláda     | Velkokníže | Portrét | Poznámky           |
| --------- | ---------- | ------- | ------------------ |
| 1267–1269 | Švarn      |         | Vaišvilkasův švagr |

### Neznámého původu
| Vláda     | Velkokníže | Portrét | Poznámky                                  |
| --------- | ---------- | ------- | ----------------------------------------- |
| 1269–1282 | Traidenis  |         | Přítel Vaišvilkasova vraha Lva Daniloviče |
| 1282–1285 | Daumantas  |         |                                           |

### Gediminovci(1285–1440)
Některá data jsou přibližná.
| Vláda     | Velkokníže          | Portrét | Poznámky |
| --------- | ------------------- | ------- | --- |
| 1285–1291 | Butigeidis          |         | Zakladatel dynastie Gediminovců |
| 1291–1295 | Butvydas            |         | Bratr Butigeidise, otec Vytenise a Gediminase |
| 1295–1316 | Vytenis             |         | Syn Butvydase |
| 1316–1341 | Gediminas           |         | Syn Butvydase. Po jeho smrti byla země rozdělena mezi jeho 7 synů. |
| 1341–1345 | Jaunutis            |         | Syn Gediminase. Vládce a velkokníže, svržen svými bratry Algirdasem a Kęstutisem. |
| 1345–1377 | Algirdas            |         | Syn Gediminase. Jeho spoluvládcem byl Kęstutis, který měl na starosti západní část státu, zatímco Algirdas především východ. |
| 1377–1381 | Jogaila             |         | Syn Algirdase. Roku 1386 byl korunován polským králem a ustanovil personální unii Litvy a Polska. Zakladatel dynastie Jogailaičiai (Jagellonců).                                                                                 |
| 1381–1382 | Kęstutis            |         | Syn Gediminase, spoluvládce s Algirdasem. Kęstutis panoval v západní Litvě (s hlavním městem Trakai). Sesadil Jogailu v roce 1381 a ovládl celou Litvu, aby jím byl o rok později zajat a usmrcen.                               |
| 1382–1392 | Jogaila             |         | Též král polský v letech 1386–1434. Jeho místodržícím v Litvě byl Skirgaila (1387–1392). |
| 1392–1430 | Vytautas Veliký     |         | Syn Kęstutise. Bojoval se svým otcem proti Jogailovi, poté změnil strany a roku 1392 se stal velkoknížetem Litvy. Roku 1429 měl být korunován králem litevským, avšak Poláci zadrželi korunu. Zemřel dříve, než koruna dorazila. |
| 1430–1432 | Švitrigaila         |         | Syn Algirdase, bratr Jogaily. Sesazen stoupenci Žygimantase, syna Kęstutise. |
| 1432–1440 | Zikmund Kęstutaitis |         | Syn Kęstutise, bratr Vytauta. Zabit stoupenci Švitrigaily. |

### Jagellonci(1440–1569)
Krewská unie s Polskem byla podepsána již v roce 1385, nicméně souvislá řada společných panovníků obou států začala teprve Kazimírem IV. (I přesto si později Poláci a Litevci dvakrát zvolili různé panovníky po předčasné smrti předchozího panovníka, ale Litevci vždy nakonec získali polský trůn). Monarchové obou částí státu si ponechali rozdělené tituly a jejich číslování probíhalo odděleně. Jagellonci se stali přímým pokračovatelem Gediminovců.
| Vláda     | Úřadující               | Portrét | Poznámky                                                                                         |
| --------- | ----------------------- | ------- | ------------------------------------------------------------------------------------------------ |
| 1440–1492 | Kazimír IV. Jagellonský |         | Syn Jogaily. Zvolen a korunován králem polským roku 1447 po smrti krále Vladislav III. Varnenčik |
| 1492–1506 | Alexandr I.             |         | Syn Kazimíra IV. Zvolen a korunován králem polským roku 1501 po smrti krále Jana I. Olbrachta    |
| 1506–1548 | Zikmund II.             |         | Syn Kazimíra IV.                                                                                 |
| 1548–1569 | Zikmund III.            |         | Syn Zikmunda I. Starého. Fakticky vládl od roku 1529.                                            |

## Republika obou národů (1569–1795)
Polsko-litevská unie vznikla podpisem Lublinské unie roku 1569. Volený král polský měl být volen litevskou šlechtou jako velkokníže litevský (do doby, než se litevské knížectví stalo dědičným). Prvním panovníkem společného státu se stal Zikmund II. August. V důsledku dělení Polska v letech 1772, 1793, a 1795, unie přestala existovat a Litva se stala na dalších 123 let součástí Ruského impéria. Mezi jednotlivými volbami králů jsou časové prodlevy. Prvním velkoknížetem zvoleným poté, co vymřela dynastie Gediminovců a poté, co Valois uprchl zpět do Francie, byl Štěpán Báthory. Ten se chtěl jako velkokníže litevský zviditelnit založením Vilniuské univerzity.
Titul: Král polský a velkokníže litevský (litevsky: Lenkijos karalius ir Lietuvos didysis kunigaikštis; bělorusky: karol Polščy, vialiki kniaź litoŭski; polsky: Król Polski, wielki książę litewski).
| Vláda     | Úřadující                   | Portrét | House            | Poznámky |  |
| --------- | --------------------------- | ------- | ---------------- | --- |  |
| 1569–1572 | Zikmund II. August          |         | Jagellonci       | Syn Zikmunda I. Starého. |  |
| 1573–1575 | Jindřich z Valois           |         | Valois           | Opustil trůn a uprchl do Francie, kde byl korunován jako Jindřich III.                                                                  |  |
| 1576–1586 | Štěpán Báthory              |         | Báthory          | Báthory |  |
| 1588–1632 | Zikmund III. Vasa           |         | Vasa             | Navrhovatel personální unie mezi republikou a Švédskem, král švédský v letech 1592 až 1599.                                             |  |
| 1632–1648 | Vladislav IV. Vasa          |         | Vasa             | |  |
| 1648–1668 | Jan Kazimír II. Vasa        |         | Vasa             | Abdikoval a stal se mnichem, poslední panovník z dynastie Vasa na polsko-litevském trůnu.                                               |  |
| 1669–1673 | Michał Korybut Wiśniowiecki |         | Litevská šlechta | |  |
| 1674–1696 | Jan III. Sobieski           |         | Polská szlachta  | |  |
| 1697–1706 | August II. Silný            |         | Wettinové        | též saský kurfiřt jako Bedřich August I.                                                                                                |  |
| 1706–1709 | Stanislaw Leszczyński       |         | Polská szlachta  | Severní válka. |  |
| 1709–1733 | August II. Silný            |         | Wettinové        | též saský kurfiřt jako Bedřich August I.                                                                                                |  |
| 1733–1736 | Stanislaw Leszczyński       |         | Polská szlachta  | válka o polské následnictví. |  |
| 1733–1763 | August III. Wettin          |         | Wettinové        | |  |
| 1764–1795 | Stanislav August II.        |         | Polská szlachta  | Za jeho panování došlo v roce 1791 ke sloučení velkoknížectví s Polským královstvím. Abdikoval po dělení Polska. Zemřel v ruském exilu. |  |

## Království litevské (1918)
16. února 1918 vyhlásila Litevská rada (Taryba) nezávislost, když byla Litva okupována Reichswehrem. Stát získal název Království litevské. 9. července 1918 rada prohlásila knížete z Urachu králem Mindaugas II. Litevský. Nicméně 2. listopadu rada své rozhodnutí odvolala a prohlásila Litvu demokratickou republikou.
| Vláda                            | Úřadující                   | Portrét | House          | Poznámky                                |
| -------------------------------- | --------------------------- | ------- | -------------- | --------------------------------------- |
| 11. července – 2. listopadu 1918 | Mindaugas II. (Vilém Karel) |         | Württemberkové | Změna vlády na demokratickou republiku. |

## Litevská republika (1918–1940)
Úřad litevského prezidenta (litevsky: Prezidentas) byl vytvořen 4. dubna 1919.
| No | Vláda                               | Prezident               | Portrét | Poznámky |
| -- | ----------------------------------- | ----------------------- | ------- | --- |
| 1  | 4. dubna 1919 – 19. června 1920     | Antanas Smetona         |         | Zvolen Litevskou radou. |
| 2  | 19. června 1920 – 7. června 1926    | Aleksandras Stulginskis |         | Zastupující prezident (ústavodárné shromáždění). Znovuzvolen parlamentem 21. prosince 1922 a v červnu 1923.                                                                       |
| 3  | 7. června – 18. prosince 1926       | Kazys Grinius           |         | Zvolen parlamentem, ale svržen vojenským pučem. |
|    | 18–19. prosince 1926                | Jonas Staugaitis        |         | Formálně, jen jeden den jako předseda parlamentu (rezignoval na úřad po státním převratu).                                                                                        |
|    | 19. prosince 1926                   | Aleksandras Stulginskis |         | Formálně, jako nový předseda Seimasu, jen na pár hodin. |
|    | 19. prosince 1926 – 15. června 1940 | Antanas Smetona         |         | Druhé období, zvolen prezidentem po vojenském převratu. Po sovětském ultimatu z roku 1940 uprchl do Německa a poté do USA.                                                        |
|    | 15–17. června 1940                  | Antanas Merkys          |         | Předseda vlády, de facto jako prezident po Smetonově útěku. Neuznán litevskými diplomaty v zahraničí. Ujal se role prezidenta nelegálně, neboť Smetona nerezignoval ani nezemřel. |
|    | 17. června – srpen, 1940            | Justas Paleckis         |         | Zvolen mimoústavně vedením litevských komunistů pod nátlakem Sovětského svazu, neuznán mezinárodně ani litevskou diplomacií.                                                      |
| 4  | 16. února 1949 – 26. listopadu 1954 | Jonas Žemaitis          |         | Oficiálně jmenován čtvrtým prezidentem Litvy v březnu 2009. |

## Litevská sovětská socialistická republika (1940–1941 a 1944–1990)
Sovětský svaz anektoval Litvu a v červenci 1940 vytvořil Litevskou SSR. Poté, co nacistické Německo napadlo Sovětský svaz, Litva byla okupována Němci. Pár dní před německou okupací, byla Litva řízena proněmeckou povstaleckou vládou Juoza Ambrazevičiuse. Pod německou nadvládou, byl zřízen Generální obvod Litva pod vedením generála Petra Kubiliūnase. Když bylo nacistické Německo poraženo, Sovětský svaz reanektoval zemi a v roce 1944 obnovil Litevskou SSR.
Titul: První tajemník ústředního výboru Komunistické strany Litvy (litevsky: Lietuvos komunistų partijos Centro komiteto pirmasis sekretorius; rusky: Первый секретарь Центрального Комитета Коммунистической партии Литвы).
| Č. | Vláda                                                                  | První tajemník                 | Poznámky                                                                              |
| -- | ---------------------------------------------------------------------- | ------------------------------ | ------------------------------------------------------------------------------------- |
| 1  | 21. července 1940 – 24. června 1941 13. července 1944 – 22. ledna 1974 | Antanas Sniečkus               |                                                                                       |
| 2  | 18. února 1974 – 14. listopadu 1987                                    | Petras Griškevičius            |                                                                                       |
| 3  | 1. prosince 1987 – 19 . října 1988                                     | Ringaudas Bronislovas Songaila | První sesazený vůdce strany (Sniečkus a Griškevičius zůstali v úřadě až do své smrti) |
| 4  | 19 . října 1988 – 11. března 1990                                      | Algirdas Mykolas Brazauskas    | Byl zbaven vlády po vyhlášení nezávislosti                                            |

Předsednictvo Nejvyššího sovětu jako kolektivní hlava státu od 25. srpna 1940 do 11. března 1990.
| Vláda                                  | Předseda Nejvyššího sovětu  | Poznámky                       |
| -------------------------------------- | --------------------------- | ------------------------------ |
| 25. srpna 1940 – 14. dubna 1967        | Justas Paleckis             | V exilu v Ruské SFSR 1941–1944 |
| 14. dubna 1967 – 24. prosince 1975     | Motiejus Šumauskas          |                                |
| 24. prosince 1975 – 18. listopadu 1985 | Antanas Barkauskas          |                                |
| 18. listopadu 1985 – 7. prosince 1987  | Ringaudas Songaila          |                                |
| 7. prosince 1987 – 15. ledna 1990      | Vytautas Astrauskas         |                                |
| 15. ledna 1990 – 11 . března 1990      | Algirdas Mykolas Brazauskas |                                |

## Litevská republika (od roku 1990)

Vlajka litevského prezidenta
Poměr stran: 3:4

Předseda Nejvyšší rady byl oficiální hlavou státu po vyhlášení nezávislosti 11. března 1990 do doby, než byla schválena nová ústava v roce 1992, jež ustavila prezidentský úřad a instituci parlamentu. Stát a jeho vláda byly mezinárodně uznány teprve v září 1991. V letech 1990 až 1992 tak titul hlavy státu zněl Předseda Nejvyšší rady (parlamentu) (litevsky: Aukščiausiosios Tarybos pirmininkas) a od roku 1992 dále prezident (litevsky: Prezidentas).
Prezident Litvy je hlavou státu, vrchním velitelem armády. Funkční období je pětileté s možností jednoho znovuzvolení. Prezident je volen přímo. Vrací návrhy zákonů parlamentu, který může také rozpustit. Není-li prezident způsobilý výkonu funkce např. rezignací, odvoláním , zdravotní nezpůsobilosti či smrtí, pravomoci přebírá podle ústavy předseda Seimu (parlamentu), a to do doby, než bude zvolen nový prezident nebo stávající bude znovu způsobilý výkonu funkce.
| Nº | Portrét                                 | Jméno (Narozen–zemřel)                                | Zvolen         | V úřadu od         | V úřadu do         | Stranická příslušnost/poznámky                                              |
| -- | --------------------------------------- | ----------------------------------------------------- | -------------- | ------------------ | ------------------ | --------------------------------------------------------------------------- |
| 1  |                                         | Vytautas Landsbergis (1932– )                         | —              | 11 . března 1990   | 25. listopadu 1992 | Jako předseda Nejvyšší rady.                                                |
| 2  |                                         | Algirdas Mykolas Brazauskas (zastupující) (1932–2010) | —              | 25. listopadu 1992 | 25. února 1993     | První postsovětský prezident.                                               |
| 2  | Algirdas Mykolas Brazauskas (1932–2010) | 1993                                                  | 25. února 1993 | 25. února 1998     |                    | První postsovětský prezident.                                               |
| 3  |                                         | Valdas Adamkus (1926– )                               | 1997–98        | 26. února 1998     | 26. února 2003     |                                                                             |
| 4  |                                         | Rolandas Paksas (1956– )                              | 2002–03        | 26. února 2003     | 6. dubna 2004      | Obžalován a sesazen z funkce.                                               |
| –  |                                         | Artūras Paulauskas (zastupující) (1953– )             | —              | 6. dubna 2004      | 12. července 2004  | Jako předseda Sejm(as)u dočasně vykonával úkoly prezidenta do nových voleb. |
| 5  |                                         | Valdas Adamkus (1926– )                               | 2004           | 12. července 2004  | 12. července 2009  |                                                                             |
| 6  |                                         | Dalia Grybauskaitė (1956– )                           | 2009           | 12. července 2009  | 12. července 2019  |                                                                             |
| 7  |                                         | Gitanas Nausėda (1964– )                              | 2019           | 12. července 2019  |                    |                                                                             |

### Související článek
- Premiér Litvy